# Thomas Mathieu
Pour les articles homonymes, voir Mathieu.
Thomas Mathieu, né le 17 octobre 1984, est un auteur de bande dessinée belge francophone.

## Biographie
Thomas Mathieu tient un blog depuis 2006, ouvert lors de ses études de bandes dessinées à École supérieure des arts Saint-Luc à Bruxelles. En 2009, il auto-publie Pipi Rouge et participe également à plusieurs collectifs : Gaza, un pavé dans la mer (2009, éd. La Boîte à bulles) et 13m28 (2010, éd. Manolosanctis). 
En juin 2010, il publie son premier album de bande dessinée Les Drague-Misères dans la collection « Shampooing » aux éditions Delcourt.
En 2011, il signe le roman graphique Le Type de la photo aux éditions L'Employé du Moi.
Il est le créateur en 2013 du Projet Crocodiles, un tumblr dans lequel il illustre des situations quotidiennes de sexisme envers les femmes et de harcèlement de rue où les hommes sont représentés par des crocodiles anthropomorphes. En octobre 2014, il publie le premier tome de la série Les Crocodiles aux éditions du Lombard. Une polémique est née à la suite de l'annulation de l'exposition de 15 planches du projet dans les rues de Toulouse en novembre 2014,. En octobre 2018, il dessine le onzième tome de la collection « La petite bédéthèque des savoirs » au Lombard : Le Féminisme sur un scénario de Anne-Charlotte Husson.
En septembre 2019, il écrit le scénario du deuxième tome de la série série Les Crocodiles dont le dessin et la mise en couleur est réalisé par Juliette Boutant publié cette fois par Casterman. 
L'auteur apprend les techniques des mécanismes de papier pop-up et conçoit une série de suppléments Poptastic pour le journal Spirou à partir de 2020.
Une grande fresque Les Crocodiles est inaugurée en octobre 2020 à Bruxelles contre le harcèlement de rue.
En avril 2021, il poursuit sa collaboration avec Anne-Charlotte Husson et publie Le Genre. Cet obscur objet de désordre chez Casterman. 

## Publications

### Albums de bande dessinée
- Les Drague-Misères[12], Delcourt, collection « Shampooing », 2010  (ISBN 9782756018140)
- Le Type de la photo, L'Employé du Moi, coll. « Vingt-quatre », Bruxelles, 6 août 2011
Scénario et dessin : Thomas Mathieu - Couleurs : bichromie -  (ISBN 9782930360386),Format manga.
- Les Crocodiles[13],[14], Le Lombard, 2014  (ISBN 9782803634651)
- Les Crocodiles sont toujours là[15],[16], avec Juliette Boutant, Casterman, 2019  (ISBN 9782203172272).
- Le Féminisme[7], avec Anne-Charlotte Husson, Le Lombard, coll. « Petite Bédéthèque des savoirs », 2016  (ISBN 978-2-8036-3740-9).
- Le Genre cet obscur objet du désordre[17], Casterman, Bruxelles, 21 avril 2021
Scénario : Anne-Charlotte Husson - Dessin et couleurs : Thomas Mathieu, Laurier The Fox -  (ISBN 9782203215863)

### Collectifs
- Gaza, La Boîte à bulles, coll. « Contre-Cœur », 2009  (ISBN 9782849530795)
- 13m28, éd. Manolosanctis, coll. « Agora », 2010  (ISBN 9782359760057)
- Reporté.e.s, La Cinquième Couche / Théâtre des Doms, Bruxelles, 11 juin 2021
Scénario : collectif - Dessin : collectif dont Thomas Mathieu - Couleurs : quadrichromie -  (ISBN 978-2-390-08074-9),En période de Covid, le théâtre des Doms imagine des rencontres entre les artistes dont il a programmé le spectacle dans le cadre du Festival d'Avignon et des auteurs graphiques.

## Réception

### Hommages
Le vendredi 9 octobre 2020, a lieu l'inauguration de la fresque murale Les Crocodiles située sur la façade de l'Athénée royal Isabelle Gatti de Gamond, à l'angle de la rue du Canon et de la rue aux Choux dans le centre de Bruxelles. D'une superficie de 47 m2, elle est réalisée par Urbana et fait partie du parcours BD de Bruxelles.

#### Livres
: document utilisé comme source pour la rédaction de cet article.
- Thierry Bellefroid et Jean-Marie Derscheid, « Thomas Mathieu Dessinateur - Scénariste », dans 77 auteurs de bande dessinée en Wallonie et à Bruxelles, Bruxelles, Wallonie-Bruxelles International, 2017, 128 p., ill. ; 26 cm (ISBN 2-930071-83-4, lire en ligne), p. 77.
- Philippe Mellot, Michel Denni, Laurent Turpin et Isabelle Morzadec, Trésors de la bande dessinée : BDM 2022-2023 - Catalogue encyclopédique et Argus, Paris, Les Arènes, novembre 2022, 23e éd., 1677 p., ill. ; 23 cm (ISBN 9791037507280, OCLC 1351462460, présentation en ligne), p. 164, 347, 416, 539, 964, 1393. .

#### Périodiques
- Olivier Mimran, « Les Drague-Misères : quand la chair est triste », dBD, no 44,‎ juin 2010, p. 87.